# Episodi di Mindhunter (prima stagione)
La prima stagione della serie televisiva Mindhunter è stata interamente diffusa sul servizio di streaming on demand Netflix a partire dal 13 ottobre 2017 in tutti i Paesi in cui è disponibile.

Logo della serie TV

| n° | Titolo originale | Titolo italiano | Pubblicazione USA | Pubblicazione Italia |
| -- | ---------------- | --------------- | ----------------- | -------------------- |
| 1  | Episode 1        | Episodio 1      | 13 ottobre 2017   | 13 ottobre 2017      |
| 2  | Episode 2        | Episodio 2      | 13 ottobre 2017   | 13 ottobre 2017      |
| 3  | Episode 3        | Episodio 3      | 13 ottobre 2017   | 13 ottobre 2017      |
| 4  | Episode 4        | Episodio 4      | 13 ottobre 2017   | 13 ottobre 2017      |
| 5  | Episode 5        | Episodio 5      | 13 ottobre 2017   | 13 ottobre 2017      |
| 6  | Episode 6        | Episodio 6      | 13 ottobre 2017   | 13 ottobre 2017      |
| 7  | Episode 7        | Episodio 7      | 13 ottobre 2017   | 13 ottobre 2017      |
| 8  | Episode 8        | Episodio 8      | 13 ottobre 2017   | 13 ottobre 2017      |
| 9  | Episode 9        | Episodio 9      | 13 ottobre 2017   | 13 ottobre 2017      |
| 10 | Episode 10       | Episodio 10     | 13 ottobre 2017   | 13 ottobre 2017      |

## Episodio 1
- Diretto da: David Fincher
- Scritto da: Joe Penhall

La serie si apre in una notte del 1977, a Braddock, Pennsylvania, USA. L'agente speciale dell'FBI Holden Ford (29 anni) raggiunge un edificio perimetrato dalla polizia all'interno del quale un uomo, di nome Cody Miller, ha preso in ostaggio cinque persone. L'uomo è impazzito: afferma di essere invisibile, ed è armato. Holden parla con Cody, che nel frattempo è uscito con una donna sottobraccio, e si spoglia completamente. L'agente cerca di tranquillizzarlo, assecondandolo. Su richiesta di Cody stesso, Holden chiede alla polizia di allontanarsi, assieme ai giornalisti. Rimangono solo i cecchini appostati.
Cody torna all'interno dell'edificio, intanto arriva la moglie dell'uomo. Parlandole, Holden capisce che l'uomo non ha precedenti e non si è mai dimostrato violento prima di quel momento; era in cura da un medico che gli aveva prescritto dei farmaci e in mattinata aveva litigato con la moglie che aveva minacciato di internarlo se non avesse continuato a farsi visitare. Holden impedisce che la donna venga fatta avvicinare ritenendo che peggiorerebbe le cose; tuttavia, parlando successivamente con Cody, quest'ultimo fraintende e capisce che la moglie non vuole vederlo, decidendo così di suicidarsi seduta stante con un colpo alla testa. 
Holden si reca alla sede dell'FBI a Quantico, in Virginia. Shepard, il suo capo, è soddisfatto dall'esito del lavoro in quanto non ci sono state vitime tra ostaggi e civili; Holden invece non è d'accordo a causa della morte di Cody ed è titubante ad accettare la promozione a istruttore a tempo pieno (fino a quel momento aveva insegnato "Negoziazione di ostaggi" ai corsi estivi). Holden si accorge che le sue lezioni non sono seguite con grande interesse dagli studenti, al contrario di quelle del suo collega Peter Rathman, con cui instaura un rapporto amichevole. Successivamente, ad un pub, Holden incontra l'arguta studentessa di sociologia Debbie Mitford e inizia una relazione con lei.
Holden spiega a Shepard di voler aggiornare le proprie conoscenze in merito alla mentalità criminale, da un punto di vista accademico. Shepard è scettico in quanto la visione psicologica è mal vista all'interno del Bureau, ma finisce per accettare chiedendogli di reclutare le menti più colte e preparate in quell'ambito. Holden si reca così a Charlottesville (Virginia), dove assiste alla lezione del professor Leo Buchanan sugli albori della psicologia criminale. L'agente gli fa l'offerta, ma Buchanan è restio ad accettare la proposta di un confronto che porterebbe il docente a collaborare con l'FBI. Debbie gli spiega quindi che il mondo accademico è timoroso del fatto che lo Stato voglia spiare il proprio mondo mediante l'FBI.
Durante un'altra lezione, Holden mostra alla classe il video che Rathman aveva fatto vedere nella sua lezione precedente. Poi presenta un'esercitazione pratica in cui gli alunni si improvvisano, alternandosi, agenti e criminali, simulando la scena vista nel video. Holden invita gli studenti a dialogare con il presunto criminale, ma molti di loro preferiscono l'utilizzo delle armi da fuoco. Shepard consiglia all'agente di parlare con l'unità di Scienze Comportamentali del Bureau.
In merito a ciò, Holden incontra Bill Tench che gli spiega che negli ultimi anni ha tenuto delle lezioni in alcuni distretti di polizia di tutti gli USA, per spiegare ai poliziotti ciò che studiano all’FBI. In cambio Tench vuole sapere come sono organizzati loro al riguardo. Holden è interessato, e Tench afferma che collaborando, possono aiutarsi a vicenda.
Holden e Bill si recano a Fairfield, nello Iowa, per tenere la loro prima lezione insieme, ma il distretto è in subbuglio a causa di un violento crimine ancora irrisolto. Holden pone la lezione sul piano psicologico, ma i poliziotti sono scettici. Per attirare la loro attenzione, nella lezione successiva mostra al proiettore la foto di Charles Manson, raccontandone la vita, e ciò che potrebbe averlo spinto a fare quello che ha fatto. Holden afferma che “le circostanze influenzano il comportamento”. La vita che Manson ha vissuto, quindi, lo avrebbe portato a diventare un criminale efferato. Sono concetti nuovi quelli che l'agente vuole far comprendere, ma che vengono facilmente fraintesi, come poi avviene, dai poliziotti.
Nel bar in cui vanno a mangiare dopo la lezione, Holden e Bill parlano con Frank Mcgraw. Egli si scusa con entrambi per essersi comportato in modo sgarbato durante la lezione, e dice che l’intero distretto è teso a causa di un caso di omicidio che c’è stato nei giorni precedenti. La vittima è Ada Jeffries, insieme a suo figlio. La donna, prosegue Mcgraw, è stata legata e picchiata più volte; il bambino sgozzato. I corpi sono stati rinvenuti quattro giorni dopo. La donna non è stata violentata, l’omicida non ha lasciato tracce.
Si recano tutti e 3 di nuovo al distretto. Guardano le foto della scena del crimine, fanno delle congetture, ma non riescono a cavarne un ragno dal buco. Mcgraw è deluso: anche i due agenti sono alquanto accigliati. Ne nasce una nuova discussione, e Holden se ne va. Bill, prima di seguirlo, prende le foto.
Nel viaggio di ritorno, Holden e Bill discutono.

## Episodio 2
- Diretto da: David Fincher
- Scritto da: Joe Penhall

L'episodio si apre con una scena singolare: in una ditta di cui non viene specificata la mansione, uno dei dipendenti chiede ad un suo collega, di nome Dennis, di volere un rotolo di nastro adesivo. Dennis però afferma che prima di poterglielo dare, deve portare indietro il pezzo di carta centrale che rimane del rotolo. Il collega lo guarda accigliato, gli chiede se stia scherzando, ma Dennis, con tono molto serio, nega. Il collega allora decide di lasciar perdere, e se ne va.
Holden e Bill si trovano su un aereo per San Francisco (California). Holden vorrebbe incontrare Charles Manson, detenuto nella prigione di Vacaville (California), ma Bill ritiene che sia un'idea assurda. Durante una delle solite lezioni, Holden parla con un detective del distretto, affermando che Manson è inarrivabile anche per un agente federale, ma nella stessa prigione egli potrebbe parlare con Edmund Kemper, conosciuto come il "killer delle studentesse", uccise e usate per atti macabri.
Bill cerca di fermare Holden, facendolo ragionare. Se Shepard lo venisse a sapere, le conseguenze sarebbero gravi. Ma la curiosità e la determinazione di Holden sono più forti.
Bill accompagna Holden al carcere, ma non parteciperà al colloquio. Ford è costretto a lasciare arma e distintivo, e a firmare una liberatoria. Poi, in una stanza, arriva Kemper accompagnato da una guardia. Gli vengono tolte le manette.
Nota: Le informazioni di seguito relative al colloquio con il detenuto si riferiscono solo ed esclusivamente a quanto visto nell'episodio. Non c’è alcun tipo di riferimento a un qualche discorso presente in rete in cui si vede il vero Edmund Kemper parlare.
Kemper, nel vedere l'agente Ford teso, cerca di tranquillizzarlo. Afferma di essere un detenuto modello, è gentile con le guardie e loro lo sono con lui. Già in questa prima conversazione emergono per Holden informazioni interessanti: per Kemper l'uccidere è una "vocazione". Afferma che è un'attività faticosa, dal punto di vista fisico e mentale. Su domanda di Holden, Kemper afferma che la giusta fine per criminali come lui potrebbe essere "l'uccisione con tortura"; il carcere non serve a nulla, tanto meno per una mente malata. Da giovane era un bambino come tutti gli altri, o quasi. Particolarmente educato, istruito, ma viveva allo stesso tempo una vita immorale, che solo lui conosceva. Afferma che di psicopatici criminali come lui ce ne sono altri, ma che difficilmente si lasceranno catturare.
Per Holden, Kemper diventa in pochissimo tempo una fissazione, e Debbie se ne accorge. Secondo lei, il detenuto lo sta manipolando, dicendogli ciò che Holden vorrebbe sentirsi dire. Per questo motivo gli da dei consigli fisici e verbali utili per assecondarlo e prenderlo alla sprovvista.
Nel secondo colloquio Holden applica questi consigli. Parlano del rapporto di Kemper con la madre. Una figura che è stata determinante nel plasmare l'identità malata di Ed. La madre odiava il figlio, lo trattava sempre con disprezzo, perché gli ricordava fisicamente la figura del padre, che la donna disprezzava altrettanto.
Nel viaggio di ritorno, anche Bill è convinto che Kemper stia manipolando Holden.
Al termine di un'ennesima lezione, questa volta a Sacramento (California), un detective del distretto, di nome Roy Carver, chiede loro aiuto per un insolito caso di tentato omicidio ai danni di un'anziana signora, e uccisione del suo cane, che è stato sgozzato.
Il giorno dopo così si recano a casa della signora, Rosemary Gonzales, risvegliatasi da poco dal coma. L'anziana non ricorda nulla dell'aggressore, ad eccezione del suo odore: di sporco, non lavato. I tre ipotizzano si tratti di un ragazzo ispanico del quartiere, avente problemi con i genitori.
Holden convince Bill a partecipare al nuovo colloquio con Kemper, e questa volta accetta. Il killer potrebbe aiutare nel nuovo caso a cui stanno lavorando a Sacramento. Ed torna a parlare del rapporto che aveva con la madre. I suoi comportamenti anomali (fra i quali fare a pezzi bambole), si fa sempre più frequente. Ed si trasferisce dal padre, poi dai nonni, ma nessuno lo vuole. Kemper uccide i nonni a colpi di pistola. Così viene fatto internare in un ospedale psichiatrico, dove rimane per diversi anni. Convince i medici di essere guarito, ma quando esce iniziano gli omicidi. Si arriverà anche a quello della madre.
Nel viaggio di ritorno a Quantico, Bill sta seriamente pensando di parlare di tutto quello che è successo con Shepard. Dei casi a cui hanno accettato di partecipare, e dei colloqui con Kemper, di cui il capo-sezione non sa nulla. Ma Shepard convoca i due agenti appena arrivati. È venuto a sapere del caso di Sacramento a cui stanno lavorando, senza averne l'autorizzazione. Shepard sembra non sapere delle conversazioni con il detenuto di Vacaville. E anche Bill mantiene il segreto. Shepard si convince che i due possano risolvere il caso, così non li ferma.
Su suggerimento di Debbie, Holden però il giorno dopo è deciso a dire tutto di Kemper a Shepard. E questo non la prende per niente bene. Ha intenzione di non far andare avanti in questo percorso i due agenti, ma questa volta Bill prende le difese di Holden. È convinto ormai che il giovane collega ci abbia visto giusto. Shepard si sforza di credere a Tench, e i tre raggiungono un compromesso: possono dedicare 10 ore settimanali a questo incarico, devono trasferirsi nel seminterrato e nessuno deve sapere ciò che stanno facendo.
L'episodio termina con Holden e Bill che si trasferiscono nel loro nuovo "ufficio".

## Episodio 3
- Diretto da: Asif Kapadia
- Scritto da: Joe Penhall, Ruby Rae Spiegel

Park City, Kansas. Il tizio che si vede all'inizio dell'episodio precedente, Dennis, è intento ad osservare da lontano una villetta di periferia. Torna indietro al furgone con il quale è arrivato. Si nota che è un mezzo della ditta per cui lavora, la "ADT - Electric Protection Services": sistemi di antifurto delle abitazioni.
Holden e Bill si recano al Boston College, Massachusetts. Qui incontrano la professoressa Wendy Carr, che Bill conosce da diversi anni. Decidono di incontrarla per avere un'opinione esterna su lavoro svolto finora. La donna appare molto colpita dall'idea generale: la reputa innovativa, potenzialmente di grande portata, capace di poter aprire un mondo nuovo nello studio della Psicologia Umana, Criminologia, Scienze Comportamentali, ecc. Comprende però solo durante la conversazione che i due ci lavorano in maniera non ufficiale. Consiglia perciò, qualora l'FBI non lo permettesse, di rivolgersi ad altri enti che sarebbero sicuramente disposti a finanziare la ricerca.
Bill e Holden si recano in un carcere non specificato non troppo lontano da Boston, per colloquiare con un detenuto di nome Miller, ma quando arrivano il medico afferma che non è mentalmente stabile per poter interagire con altre persone. I due agenti se ne vanno contrariati.
Holden non riesce a dormire. È in fremito per l'elogio fatto al loro lavoro dalla professoressa Carr. Lo confida a Debbie, che lo vede sveglio a stirare camicie in piena notte.
Il detective Carver, di Sacramento, chiama Bill per informarlo che l'aggressore della signora Gonzales ha colpito ancora. Questa volta è riuscito a uccidere una donna più giovane, e, di nuovo, il cane è stato ammazzato. Holden ci aveva visto giusto: è un "omicida sequenziale", cioè uccide a intervalli regolari, scegliendo sempre la stessa tipologia di vittima. Ne parlano con Shepard, che è d'accordo nell'affidargli il caso.
Bill e Holden arrivano a Sacramento. Carver descrive la vittima, luogo e ora del delitto. Il cane ucciso è di grandi dimensioni: l'omicida non può essere un ragazzino, come avevano ipotizzato la prima volta. Fra i curiosi presenti sulla scena del crimine, Carver parla con un uomo che sul momento era ubriaco. Sembra corrispondere al nuovo identikit elaborato dai due agenti. Decidono di andargli a parlare.
L'uomo, di nome Dwight Taylor (30 anni), vive in una topaia con la madre. Il rapporto che hanno i due ricorda molto quello di Kemper con la sua: disprezzo, rancore, odio della donna nei confronti del figlio. La donna è fin troppo autoritaria, e non lascia parlare Dwight. Allora i tre decidono di parlargli in privato.
Ne inizia un colloquio mirato dei due agenti, volto a far dire la verità al ragazzo. Notano che sul suo braccio sinistro sono presenti dei graffi. Chiedono come se li sia fatti: il ragazzo dice che ubriaco, ha sbattuto contro un pezzo di legno. Parlano del rapporto con la madre, di come questa si sia sempre imposta su di lui, senza mai mostrare un gesto d'affetto, un segno d'amore. La donna ha sempre deciso per lui, anche quando la sua fidanzata era incinta, ed è stata costretta ad abortire. Negli occhi del ragazzo sono visibili odio e risentimento, risultato di un'intera vita di disprezzo subito. I due agenti capiscono che sono sulla via giusta. L'uomo ha riversato tutta la sua rabbia e i suoi sentimenti su altre donne, immaginando che fossero la madre. I cani sono stati ammazzati per lo stesso motivo: la madre ha sempre negato la possibilità al figlio di averne uno, nonostante lei ce lo avesse. Il ragazzo scoppia in lacrime.
I due agenti festeggiano con tutto il distretto la cattura del killer Dwight Taylor.
Durante la notte, nella loro camera di hotel, Bill chiama la moglie. Sembra che il loro figlio adottivo, autistico, abbia avuto dei problemi con il suo maestro di scuola. Holden, ancora sveglio nel letto, sente tutto.
C’è un nuovo colloquio con Ed Kemper. Scoprono il modus operandi degli omicidi, e in cosa consiste il piacere nel compiere un atto disumano come quello. Si ritorna alla madre, in particolare alla notte in cui l’ha uccisa. Ha gettato, dopo averla presa a martellate in testa, tagliatole la testa e stuprata, le sue corde vocali nella spazzatura. Un gesto simbolico: la donna lo aveva sminuito, attaccato verbalmente per tutta la vita, ora invece l’aveva fatta tacere. Racconta di come ha seppellito le teste delle sue vittime nel giardino, rivolte verso la finestra della camera. Altro gesto simbolico: la madre amava essere al centro dell’attenzione.
Nel viaggio di ritorno in aereo, Bill confida a Holden che potrebbe essere una buona idea far venire la dottoressa Carr a Quantico, per avere un confronto diretto riguardo agli ultimi risultati ottenuti. Ed è quello che accade.

## Episodio 4
- Diretto da: Asif Kapadia
- Scritto da: Joe Penhall, Dominic Orlando

L'episodio inizia di nuovo con una clip di Dennis che questa volta è intento a perlustrare in maniera sinistra e in modo molto meticoloso gli interni di una casa. Essendo un installatore di sistemi antifurto, si reca poi dalla donna dell'abitazione mostrandole il preventivo per l'installazione del sistema.
Siamo a Richmond, Virginia. Holden e Bill vanno a visitare Montie Rissel, un giovane detenuto che ha ucciso e violentato cinque donne. Il ragazzo è inizialmente restio a parlare, si comporta da spavaldo, ma viene poi convinto. I crimini sono iniziati quando lui aveva solo quattordici anni, finendo per questo motivo in un carcere minorile. Il suo primo omicidio è avvenuto per una lite con la sua ragazza, che lo aveva tradito. Allora Rissel, ubriacatosi dopo la conversazione, decide di violentare una ragazza che aveva incontrato sulla sua strada quel giorno stesso, per riversare la rabbia su di lei. Non riuscendoci però, decise di ucciderla prendendo una pietra nel bosco in cui erano finiti. La seconda e la terza ragazza sono state invece pugnalate. Un'altra invece, a detta del ragazzo, è stata risparmiata, perché il padre aveva il cancro. Rissel si sarebbe fermato perché anche il fratello si sarebbe ammalato e poi morto di quella malattia. Holden sembra molto colpito da questo caso, ma Bill sembra non credergli. Pensa che a volte Rissel "gonfi" un po' le cose e che per questo non sia completamente sincero.
Durante il viaggio di ritorno, i due hanno un incidente con la macchina, ma ne escono illesi, compreso l'autista dell'altra auto. Holden è scosso, Bill è furioso. Devono fermarsi in città, perché nessuno può andare a riprenderli. In un bar in cui vanno a mangiare, Bill si confida con Holden: si sente responsabile per l'accaduto, dato che guidava lui. Afferma di non aver visto la macchina arrivare, probabilmente perché era distratto. Bill racconta che lui e la moglie tre anni prima hanno adottato un bambino, non potendone avere, ma questi non ha mai parlato. I due genitori sono affranti da questa situazione, e per l'agente rappresenta un vero stress. Decide poi di non chiamare la moglie, per non farla preoccupare ulteriormente.
Wendy ascolta il nastro dell'intervista a Rissel, prendendo appunti e quando ha finito i tre iniziano a discuterne. Per la dottoressa, esistono tre "agenti stressori" che potrebbero aver influito nelle sue azioni. Le situazioni che accadono a queste persone, continua Wendy, sono normali, e accadono fondamentalmente a tutti. Per tali soggetti, però è anomalo il modo in cui elaborano tali situazioni.
I due agenti vanno a riparlare con Rissel. Questa volta si soffermano sul suo rapporto con la famiglia. Il padre non ne voleva sapere niente di lui e la madre era una poco di buono. Montie, assieme ai fratelli, è cresciuto in un ambiente malsano. Con fare sognante e con una vena di rammarico, il ragazzo immagina come sarebbe potuta essere la sua vita qualora il padre l'avesse accettato.
Altoona, Pennsylvania. Dopo aver tenuto una lezione al distretto di polizia della città, mentre i due agenti vanno via, si avvicina un poliziotto alla loro auto. Chiede loro aiuto circa un caso di omicidio che è successo negli ultimi giorni rimasto irrisolto. Si scopre che la vittima è una ragazza di ventidue anni, Beverly Jean Shaw, legata, picchiata, stuprata (con un'incisione dalla vagina all'ano), seni asportati, capelli ben curati, con una ciocca asportata. Il corpo è stato ritrovato nella discarica della zona quattro giorni dopo che la ragazza era scomparsa.
Vanno a fare un sopralluogo alla discarica. Sono colpiti dall'uomo che ha trovato il corpo, lavora alla discarica. Le dichiarazioni di questo lasciano perplessi i due agenti, per esempio per il fatto che l'uomo abbia denunciato il ritrovamento solo la mattina dopo. Allora confessa di avere dei precedenti e di aver chiesto più di una volta alla ragazza di bere una cosa con lui, avendola incontrata in un locale. Per i due agenti l'uomo è quanto più vicino a un sospetto si possa avere. Decidono per questo di parlare anche con la moglie. Questa conferma che il marito ha un debole per le ragazze giovani. E la donna rifiutò la ragazza come baby-sitter dei suoi figli.
I due agenti parlano con Wendy circa gli ultimi colloqui con Rissel, ponendo a confronto similitudini e differenze situazionali con i dati di Edmund Kemper.
Holden si trova a cena con Debbie. Ha deciso di far conoscere Wendy alla ragazza, per averne un parere anche da parte sua.
L'episodio si conclude con un colloquio fra i due agenti, Wendy e il capo-unità Shepard. Questo è venuto a sapere del finanziamento che il suo College ha fornito alla professoressa, tenendo all'oscuro l'FBI. Nonostante sia fortemente contrariato da ciò, sottolinea che due enti hanno già donato 385.000 dollari alla loro ricerca, e che diversi altri sono in competizione per fare altrettanto. I tre, dapprima sorpresi, si mostrano successivamente e comprensibilmente, appagati.

## Episodio 5
- Diretto da: Tobias Lindholm
- Scritto da: Jennifer Haley

Come ormai di consuetudine, l’episodio inizia con una clip su Dennis, intento questa volta a imbucare una lettera. Siamo a Park City, nel Kansas.
Altoona, Pennsylvania. Continua l’indagine su l'omicidio di Beverly Jean Shaw. Bill, Holden e il poliziotto Ocasek si recano a casa di Benjamin, il fidanzato della ragazza. I due agenti federali però riprendono il poliziotto, che ha avvisato Benji del loro arrivo. Dall'interrogatorio si evince che i due avevano intenzione di sposarsi, e che stava guardando la tv da solo la sera dell'uccisione. Bill ritiene che Benji stia mentendo e che si sia preparato per tempo un alibi.
Poi vanno ad interrogare la madre di Benji, che si trova in chiesa, questa volta sfruttando l’effetto sorpresa. Lei racconta loro che Benji ha una sorella di 14 mesi più piccola di lui, Rose, che si è sposata poco più che sedicenne con un certo Frank. Questo Frank si è fatto ben volere dalla famiglia, nonostante la gente fosse solita parlar male di lui e fosse scappato da casa. Frank aveva stretto amicizia con Benjamin e, al momento della storia, ha da poco avuto un bambino con Rose.
Dopo l’interrogatorio, segue un diverbio fra Ocasek e Bill. Il poliziotto non riesce a credere che sia stato qualcuno del luogo a uccidere la ragazza, ma Bill aiuta il poliziotto a guardare in faccia la realtà: la cittadina è sperduta nelle campagne, e nessuno si sognerebbe di fare tanta strada per raggiungerla e andare in cerca di una ragazza. Inoltre, il fatto che il corpo sia stato trovato nella discarica, dimostra senza ombra di dubbio che chi l'ha uccisa conoscesse il luogo.
Bill e Holden tornano a Quantico. La dr.ssa Carr ha preparato delle domande che i due potranno porre ai futuri carcerati. Holden accompagna la dottoressa all’aeroporto, per tornare a Boston, e durante il tragitto la informa degli ultimi aggiornamenti del caso di Beverly Jean. Holden ritiene che Benjamin non sia indifeso e smidollato come gli abitanti del posto si sono abituati a credere. Wendy gli dice di fidarsi del suo istinto.
Holden va a trovare Debby. Sta studiando intensamente, aiutata da pillole dimagranti che ha usato come integratori. Parlando del caso, la conversazione vira sugli uomini che la ragazza ha avuto durante la sua vita. Così finiscono per litigare.
Bill riceve una telefonata da Ocasek. Indagando su Frank Janderman, il poliziotto scopre che da adolescente finì in un ospedale psichiatrico per aver picchiato una ragazza con una chiave inglese.
Inizia l’interrogatorio con Frank. Questo nega che Beverly Jean fosse così intima all’interno della loro famiglia, sottolineando che la data di matrimonio con Benji non era ancora stata fissata. Si soffermano sul caso dell’ospedale psichiatrico. Frank nega l'aggressione, anzi afferma che era lui la vittima di un atto di violenza. È finito all'ospedale perché rientrava nel patteggiamento. La sera in cui Beverly Jean è scomparsa, lui era con la moglie, poi è andato a prendere la cena per loro due. Frank ritiene che Beverly Jean abbia manipolato Benji col suo fascino; inoltre sostiene che Beverly vedesse altri ragazzi, e il modo con cui lo dice insospettisce i due agenti.
Holden ipotizza che qualora Benji avesse scoperto ciò, avrebbe potuto, in un raptus di folle gelosia, aver ucciso Beverly Jean. Così decidono di interrogarlo di nuovo, questa volta facendolo venire al distretto di polizia. Emergono nuovi interessanti dettagli. A detta di Benji, Beverly Jean si mostrava fin troppo carina con Frank, e questo faceva altrettanto. Benji odiava tutto ciò.
Il giorno dopo vanno ad interrogare Rose Barnwright, la sorella di Benjamin. Questa sembra essere molto intimorita dalla presenza degli agenti. È una donna stanca e stressata per dover accudire il suo primo figlio, che ha pochi mesi. Durante l’interrogatorio, Holden nota degli ematomi sul braccio sinistro. Rose conferma i sospetti di Benji circa i comportamenti frivoli di Beverly Jean. Conferma inoltre che Frank era, la sera in cui la ragazza è stata uccisa, uscito a prendere la cena. Ocasek avverte Rose che se avesse qualcosa da nascondere, questo si ritorcerebbe anche sul bambino.
I tre agenti capiscono di trovarsi ad un punto morto. Decidono di proseguire dai lividi della donna, sospettando che questa subisca violenza dal marito, ma a un certo punto vengono avvertiti che Rose è arrivata al distretto con il bambino: vuole assicurarsi che questo starà bene, se confesserà la sua versione dei fatti.
Rose confessa che Frank è andato a casa di Benji la sera in cui Beverly Jean è scomparsa, dopo che questo l’aveva chiamato. Frank, dopo almeno un paio d’ore che era andato via, ha chiamato Rose, chiedendole di raggiungerlo a casa di Benji. Rose era ancora incinta, di 8 mesi. L’unica istruzione che Frank le aveva dato era quella di portare con sé prodotti per pulire. Rose dice però di averli dimenticati, ma i due agenti capiscono subito che sta mentendo. Quando Rose arriva, viene avvertita da Frank di non spaventarsi. Frank afferma che Benji “ha fatto qualcosa di brutto”.
Benji aveva colpito Beverly Jean. Si trovano in bagno. La ragazza era nella vasca, e c’era sangue dappertutto sulle pareti, “che schizzava”, afferma Rose. Dice che questa era morta quando è entrata in bagno. Il corpo è stato avvolto in un telo, e a quel punto Frank e Benji lo hanno portato alla discarica, mentre Rose puliva con accuratezza il bagno, tradendosi quando inizialmente diceva di essersi dimenticata i prodotti. L’arma usata era un coltello da cucina, che Rose ha rimesso a posto dopo averlo lavato. A quel punto lei è andata a casa, e Frank è ritornato solo il mattino dopo.
Mentre in sottofondo Rose continua a raccontare, partono una serie di immagini in cui vediamo Benji che viene arrestato, e i tre agenti che entrano in casa di questo.
L’episodio si conclude con Bill e Holden che chiedono a Rose chi ha ucciso la ragazza e lei risponde che non lo sa.

## Episodio 6
- Diretto da: Tobias Lindholm
- Scritto da: Joe Penhall, Tobias Lindholm

L'episodio si apre con Dennis, che si trova a casa sua, in salotto. La moglie porta il bimbo piccolo a letto, lui continua a fissare il televisore, e nel mentre sembra che continui ad esercitarsi a fare dei nodi con una piccola cordicella.
Shepard convoca Wendy Carr nel suo ufficio per conoscerla meglio. Arriva però subito al sodo: chiede alla donna se è interessata a ricoprire un ruolo di capo per dirigere al meglio il lavoro condotto da lei assieme ai due agenti dell’FBI. Lei risponde categoricamente di no, e Shepard, sorpreso, le chiede quanto meno di pensarci..
Bill e Holden interrogano alternativamente Benji e Frank per il caso di omicidio di Beverly Jean, dopo la confessione fatta dalla sorella del primo, Rose. Devono capire chi l’ha uccisa fra i due, o se sono coinvolti entrambi allo stesso modo. Benji dice che Beverly, quella sera, aveva fatto sesso con Frank, che li aveva visti lui stesso, e che l’aveva pugnalata per la rabbia solo quando lei era già morta.
Nel viaggio di ritorno, Bill e Holden pensano che entrambi stiano mentendo. Bill dice a Holden che è invitato a cena a casa sua, perché la moglie vorrebbe conoscere il suo nuovo collega.
Wendy ascolta la confessione registrata di Rose, e si accorge di un particolare. La donna ad un certo punto afferma: "ho visto Benji, aveva la testa fra le mani, e piangeva, c’era sangue dappertutto, che schizzava; poi ho visto Beverly Jean nella vasca". Il verbo "schizzava" sorprende la dottoressa: indica che l’azione era ancora in corso di svolgimento nel momento in cui lei è partecipe, quindi Beverly Jean doveva essere ancora viva e Rose deve aver visto chi l’ha uccisa.
Holden e Debbie si preparano per andare a cena da Bill. Qui Holden conosce il loro bambino che, da quando lo hanno adottato tre anni prima, non ha mai parlato. Holden e Debbie capiscono che fra Bill e Nancy - la moglie - il rapporto non va a gonfie vele, dalle frecciatine che si lanciano a tavola. Dopo la cena, Debbie parla con Nancy e viene a sapere che il bambino, prima di essere adottato è stato per 13 mesi in un orfanotrofio. Non si sa nulla del suo passato, men che meno il motivo per cui non ha mai parlato.
Bill riceve una chiamata da Ocasek, in cui gli dice che il procuratore distrettuale ha intenzione di condannare Benjamin per l’omicidio, mentre offrirà un patteggiamento per la testimonianza di Frank e Rose. Gli agenti e Wendy non sono d'accordo, così Holden e Wendy si recano ad Altoona (Pennsylvania), per convincere il procuratore del suo errore di giudizio. Wendy prova a spiegare al meglio delle sue possibilità che sono responsabili tutti e tre, a livelli diversi, dell’omicidio, ma a uccidere direttamente la ragazza è stato Benjamin, spinto da Frank: Benji da solo non avrebbe mai avuto il coraggio di farlo, data la sua indole.
Nel viaggio di ritorno Wendy non è sicura di aver convinto il procuratore e in fondo anche Holden la pensa allo stesso modo.
La scena si sposta su Wendy intenta a tornare a Boston, nel college in cui insegna. Si reca nell'ufficio di quella che capiremo essere la sua compagna. Wendy parla con lei, e la discussione verte sul suo nuovo lavoro, che nei tempi a venire la vedrà sempre più impegnata. Avrebbe bisogno di trasferirsi permanentemente a Quantico, ma la compagna non è d'accordo, lei era contraria fin dall'inizio. La paura maggiore riguarda il loro orientamento sessuale: Wendy capisce che la compagna è preoccupata che possano scoprire di essere innamorate, e che questo possa ledere la carriera di entrambe.
Quella sera stessa, più tardi, le due donne escono con due uomini, anche loro omosessuali. Wendy capisce che il mondo a cui apparteneva fino a qualche settimana prima, ora sembra metterla a disagio, per questo esce dal locale in cui si trovano, a prendere un po’ d’aria. La compagna la guarda allontanarsi, pensierosa.
Bill e Holden si recano ad Altoona, per parlare con il procuratore, che nel frattempo non si è discostato dalla sua scelta di condannare Benjamin: Frank è finito in un ospedale psichiatrico, Rose in prigione; i due agenti rimangono frustrati e amareggiati.
Wendy parla con i due agenti sul prossimo serial killer con cui parlare: Jerome Brudos. Uccise diverse donne, e a quanto pare aveva delle fantasie perverse, famosa quella delle scarpe da donna, che lo eccitavano particolarmente. La dottoressa ritiene che possa rivelare molte informazioni utili alla loro causa. Wendy sceglie la stanza che diverrà il suo nuovo studio nel seminterrato in cui si trovano, facendo capire che ha intenzione di fermarsi per dedicarsi a tempo pieno a questo lavoro.
L’episodio termina infatti con la donna che guarda un appartamento per scegliere la sua nuova abitazione a Quantico.

## Episodio 7
- Diretto da: Andrew Douglas
- Scritto da: Joe Penhall, Jennifer Haley

L'episodio si apre con Dennis, che si trova in camera da letto con in mano una pistola e strani indumenti sul letto.
I due protagonisti si recano nel penitenziario di Stato a Salem (Oregon), per interrogare Jerry Brudos. Brudos ammette di avere il feticismo del piede e in particolare per le scarpe. Ford acquista un paio di scarpe da donna extra large per Brudos che usa per farlo parlare.
Carr inizia a dare da mangiare a un gatto nella sua nuova casa a Fredericksburg. In seguito rimprovera Tench e Ford per la loro strategia usata con Brudos, ignorando le regole da lei suggerite.
Tench e Nancy parlano del comportamento di Brian a scuola e discutono se sia il caso di sottoporlo a psicoterapia. A casa loro, la babysitter di Brian scopre una foto della scena del crimine che mostra Ada Jeffries morta con un palo di legno inserito nell'ano. La babysitter ha troppa paura per continuare a lavorare lì.
Bill confessa a Wendy che, a differenza di Ford, sta cominciando a soffrire psicologicamente il fatto di dover ascoltare le confidenze di tanti pazzi criminali. Intanto Ford e Debbie festeggiano il fatto che lei ha finito gli esami all'università; quando stanno per cominciare a fare sesso, però, i due litigano.

## Episodio 8
- Diretto da: Andrew Douglas
- Scritto da: Erin Levy, Jennifer Haley

A differenza delle altre puntate, questa non si apre con la storia di Dennis, ma si vede qualcuno cerchiare di rosso delle parole: è Roger Wade, preside di una scuola elementare in cui Ford è invitato a parlare per spiegare ai bambini e agli insegnanti quali comportamenti possono rivelare delle personalità disturbate.
A sorpresa, dopo queste lezioni, Ford viene avvicinato da un'insegnante, Janet Ebner, che si preoccupa dello strano comportamento tenuto proprio dal preside Roger Wade, che fa il solletico ai piedi dei bambini e dà loro dei soldi. Tornato a casa, Ford sospetta che Debbie lo stia tradendo con Patrick, suo compagno di studi.
L'unità di scienza comportamentale assume Gregg Smith, parente del loro capo Shepard, dopo aver rinunciato ad assumere un uomo di colore, temendo la reazione razzista dei serial killer che di solito interrogano. Ford chiede a Gregg di venire con lui per parlare con Wade. Il preside Wade insiste sul fatto che il solletico è un'esperienza positiva per i bambini.
In seguito Shepard, informato da Gregg dell'accaduto, consiglia a Ford di abbandonare l'indagine. Ford torna in Oregon per incontrare Brudos, che è più loquace, mentre Tench rinuncia, confessando di provare fastidio ad aver a che fare col serial killer.
Debbie invita Ford a un evento di blackout in camera dove la vede flirtare con Patrick: Ford se ne va arrabbiato. Più tardi riceve una telefonata dal sovrintendente della scuola che lo informa che Wade verrà allontanato.

## Episodio 9
- Diretto da: David Fincher
- Scritto da: Carly Wray

Nella clip iniziale, Dennis è seduto nella casa di una vittima designata. Quando l'orologio batte la mezzanotte e la vittima non sembra arrivare, si stanca di aspettare e se ne va frustrato.
Al Joliet Correctional Center in Illinois, Ford e Tench intervistano Richard Speck. Speck non mostra alcun interesse a collaborare fino a quando Ford non gli parla utilizzando turpiloqui e un linguaggio di strada ma Tench raccomanda a Ford di correggere i suoi commenti poco convenzionale dall'intervista.
Ford e Debbie si riconciliano, quando nel loro appartamento gli fa visita la moglie dell’ormai ex-preside Roger Wade, licenziato a seguito della precedente indagine di Ford.
L'unità viene informata sull'omicidio di Lisa Dawn Porter, una dodicenne di Adairsville, in Georgia e a seguito di una breve indagine Ford e Tench riescono a risalire a un probabile sospettato.
In ufficio intanto mentre discutono sui progressi fatti, l'unità conia il termine "serial killer" per definire i loro casi.
Carr viene convocata da Shepard, che la informa che Richard Speck ha presentato una denuncia contro Ford a seguito della sua recente intervista. L'unità ne fornisce la trascrizione del nastro e mentono sui commenti e i metodi di Ford, insabbiando l’accaduto ai Servizi Interni dell'FBI. Sebbene anche Shepard sia d’accordo sul distruggere il nastro, esso viene inviato di nascosto da Gregg.

## Episodio 10
- Diretto da: David Fincher
- Scritto da: Joe Penhall e Jennifer Haley

Kemper scrive a Ford dicendo che vorrebbe incontrarlo di nuovo ma quest'ultimo non sembra per ora interessato.
Devier, il principale sospettato dell'omicidio di Lisa Dawn Porter, accetta di incontrare volontariamente l'FBI. Sebbene alla macchina della verità sia risultato innocente, Ford utilizza le tecniche apprese dalle sue interviste per ottenere una confessione e alla fine Devier cede. La polizia festeggia e dopo aver bevuto, Ford si vanta del coinvolgimento dell'unità con i serial killer. Il suo vanto però raggiunge la stampa mettendo in non poca difficoltà l'unità.
Ford e Debbie a seguito di alcuni giorni di discussione si lasciano e Debbie accusa Ford di essere cambiato da quando ha iniziato questo lavoro.
L'unità apprende che l'OPR ha ricevuto la registrazione dell'intervista di Speck che avevano tentato di insabbiare e un'indagine interna mette a serio rischio il loro lavoro.
Ford riceve una chiamata urgente dal medico di Kemper dicendo che ha tentato di togliersi la vita. Ford va finalmente a fargli visita ma Kemper fa dedurre che è stato tutto un suo piano e dice che potrebbe uccidere Ford se lo desiderasse. Ford fugge terrorizzato prima di crollare nella sala in un attacco di panico.
In Kansas, Dennis brucia alcuni disegni che raffigurano donne brutalmente uccise.